# Bothriomyrmex kusnezovi
Bothriomyrmex kusnezovi är en myrart som beskrevs av Carlo Emery 1925. Bothriomyrmex kusnezovi ingår i släktet Bothriomyrmex och familjen myror. Inga underarter finns listade.